# دارين هندرسون
دارين هندرسون (بالإنجليزية: Darren Henderson)‏ (12 أكتوبر 1966 في المملكة المتحدة - ) هو مدرب كرة قدم ولاعب كرة قدم بريطاني في مركز الوسط. لعب مع ريث روفرز وكوين أوف ساوث ونادي روس كاونتي وهاميلتون أكاديميكال ونادي كلايد ونادي سترنرير ‏ ونادي ستنهاوسموير وCumnock Juniors F.C. ‏ وDalry Thistle F.C. ‏ وفورفار أثلتيك ‏ ونادي آير يونايتد ونادي كلايدبانك ‏.

## وصلات خارجية
- دارين هندرسون على موقع قاعدة بيانات كرة القدم.إي يو (الإنجليزية)
- دارين هندرسون على موقع قاعدة بيانات كرة القدم.إي يو (الإنجليزية)